# هایده لاله
هایده لاله باستان شناس ایرانی و از اعضای هیئت مدیره ایکوموس ایران است. او فارغ‌التحصیل دکترای باستان شناسی از دانشگاه سوربن، عضو هیئت علمی باستان‌شناسی دانشگاه تهران و رئیس اسبق مؤسسه باستان شناسی دانشگاه تهران است.

## سابقه تحصیلی
هایده لاله پس از طی تحصیلات ابتدایی و متوسطه تحصیلات تکمیلی خود را در رشته باستان‌شناسی و تاریخ هنر در دانشگاه سوربن -پاریس (IV) ادامه داد. وی در سال ۱۳۵۸ موفق به اخذ درجه لیسانس، در سال ۱۳۵۹ کارشناسی ارشد باستان‌شناسی و تاریخ هنر و در سال ۱۳۶۰ موفق به اخذ مدرک D.E.A از همان دانشگاه شد. همچنین دکترای خود را از دانشگاه سوربن در سال ۱۳۶۸ دریافت کرد.

## سوابق اجرایی
- همکاری با مجله چکیده‌های ایران‌شناسی Abstracta aranica از سال ۱۳۶۸ تاکنون
- همکاری در برنامه پژوهش بانک اطلاعاتی میراث جهان اسلام، مشرق ـمغرب، برنامه مشترک مرکز ملی تحقیقاتی علمی فرانسه ،CNRS، دانشگاه سوربن -پاریسIVو دانشگاه المان، از سال ۱۳۶۸ تاکنون
- عضو ناپیوسته واحد تحقیقاتی 1077 U.R.A مرکز تحقیقات علمی فرانسه CNRS، از سال ۱۳۶۸ تاکنون
- استادیار و عضو هیئت علمی پژوهشگاه علوم انسانی و مطالعات فرهنگی ۷۳–۱۳۷۲.
- استادیار و عضو هیئت علمی باستان‌شناسی دانشگاه تهران، از ۱۳۷۴ تاکنون
- مشاوز ویژه نامه تاریخ علم، مجله وقف میراث جاویدان ۱۳۷۵
- عضو هیئت مشاوران مجله باستان‌شناسی و تاریخ، مرکز تشر دانشگاهی، از سال ۱۳۷۶ تا کنون
- عضو هسته تخصصی باستان شناسی، مؤسسه ترجمه و نشر کتاب ۱۳۷۶
- دبیر ویژه نامه تهران، مجله وقف میراث جاویدان ۱۳۷۸
- رئیس کمسیون ادبیات و هنر امور پژوهشهای کاربردی موزه معاونت پژوهشی دانشگاه تهران
- معاون مؤسسه باستان‌شناسی دانشگاه تهران، از آغاز سال ۱۳۷۹
- رئیس گروه باستان‌شناسی دانشگاه تهران، از آغاز سال ۱۳۸۲[۱]
- رئیس مؤسسه باستان‌شناسی دانشگاه تهران تا سال ۱۳۹۱

## کاوشها
- سه فصل حفاری‌های مرکز ملی تحقیقات علمی فرانسه (CNRS) و Casa de velazguez :سنس، اندلس -اسپانیا
- یک فصل حفاری مرکز باستان‌شناسی شهر مورسی :مورسی، اندلس -اسپانیا[۱]